# Fort de Chaudfontaine
El Fort de Chaudfontaine fa part del cinturó de fortificacions construït engir de la ciutat de Lieja a Bèlgica per a defensar-la contra la concupiscència francesa, prussiana o neerlandesa. El fort va construir-se el 1880 a la vila de Chaudfontaine, sota la direcció del general Henri Alexis Brialmont, un enginyer militar.
Va tenir un paper important si més no va a la resistència de Lieja al moment de les invasions alemanyes a l'inici d'ambdues guerres mundials el 1914 i el 1940. Al 13 d'agost de 1914, un obús alemany va caure al magatzem d'explosius del fort. L'incendi que va seguir va fer saltar el fort i 70 militars i un civil hi van trobar la mort. Entre les dues guerres, el fort es va reconstruir i consolidar amb formigó armat. Malgrat tot això, el fort no va poder resistir als assalts amb granades modernes de la Luftwaffe. El 17 de maig de 1940, després de dues explosions, esdevingué impossible continuar la defensa sense arriscar inútilment vides humanes i la guarnició deixà els llocs.
Camí avall es va construir un monument i un cementiri militar en honor dels caiguts en la defensa del fort.
Avui, les ruïnes del fort serveixen de terreny d'aventures.

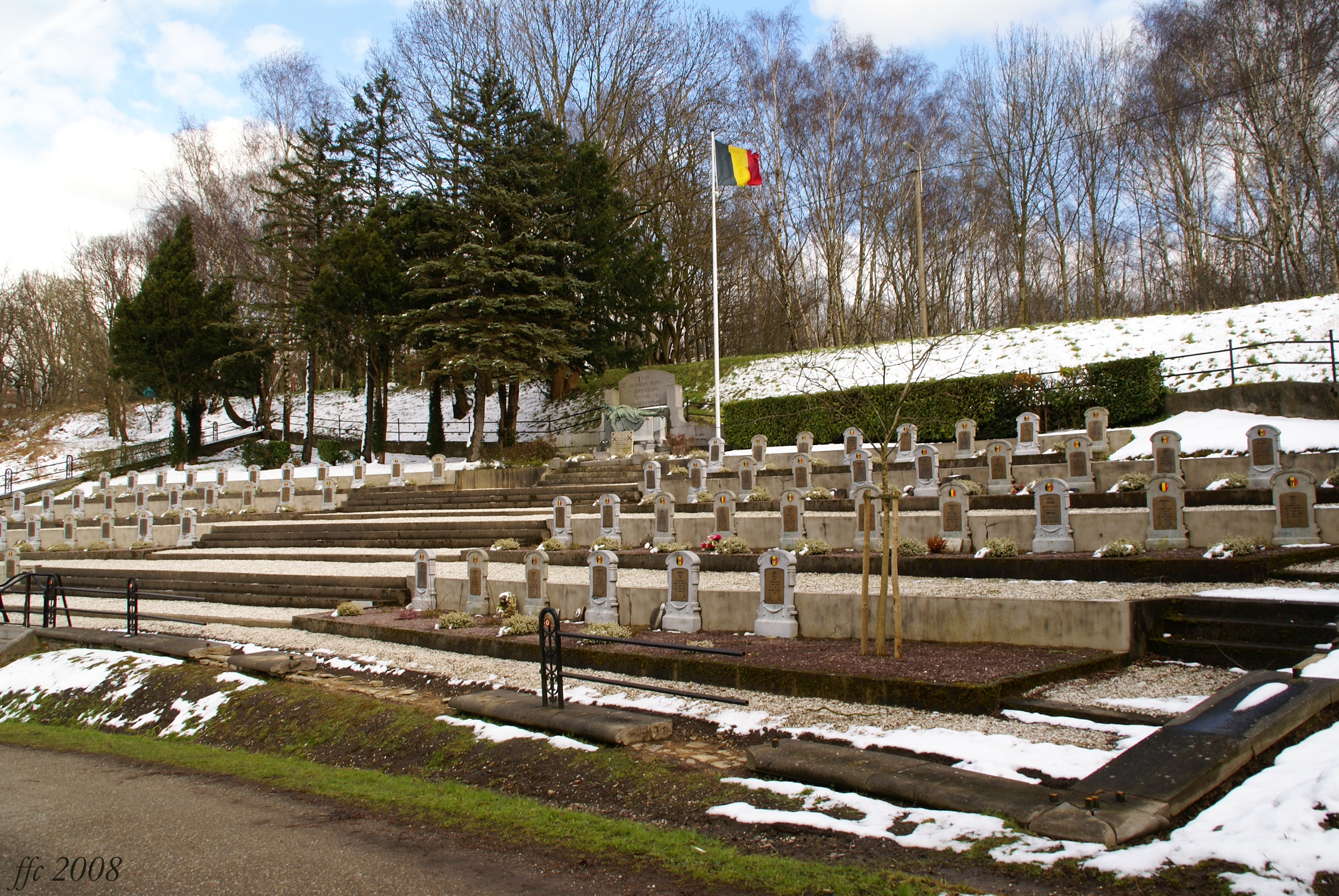
El cementiri militar
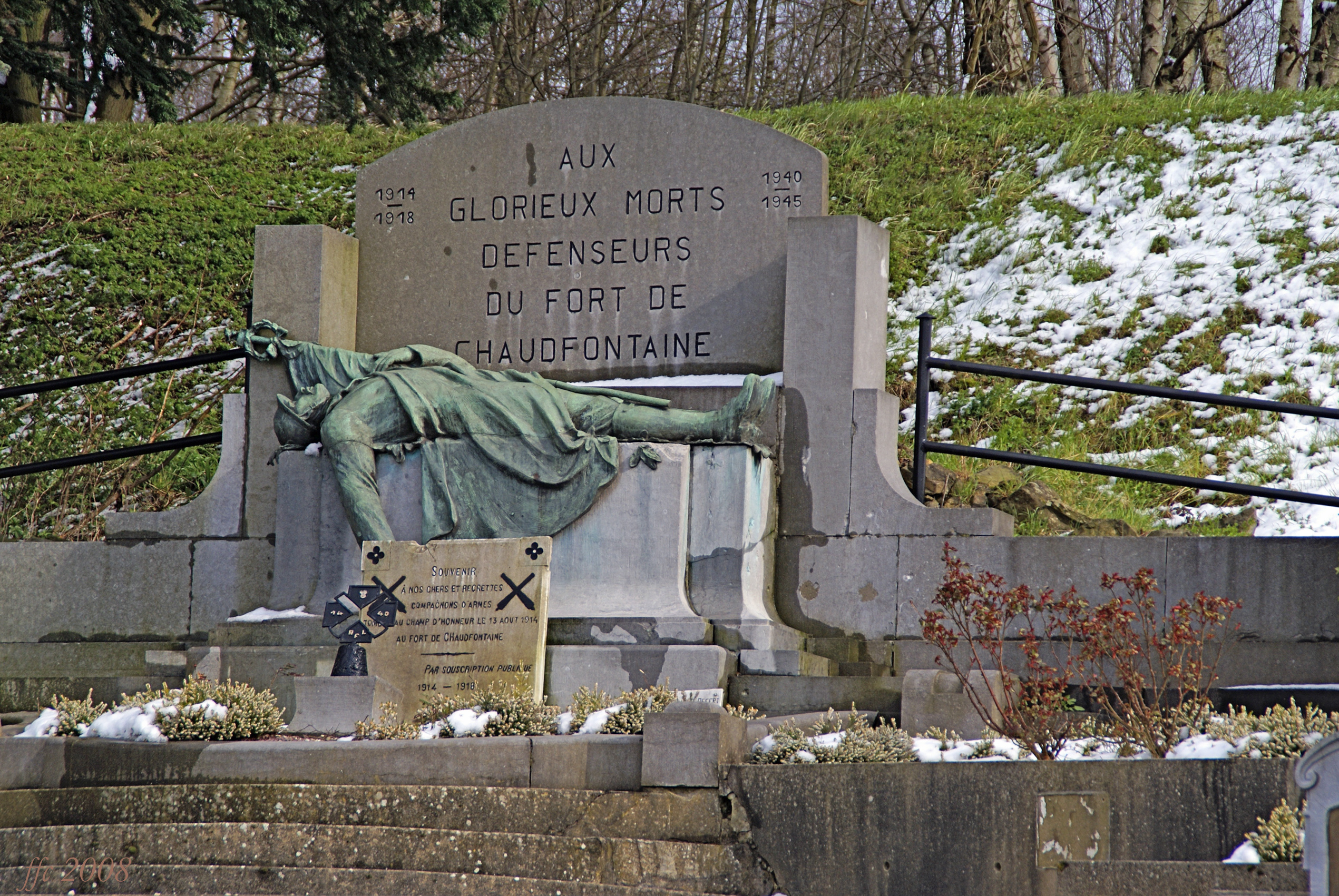
El monument a les víctimes de la guerra
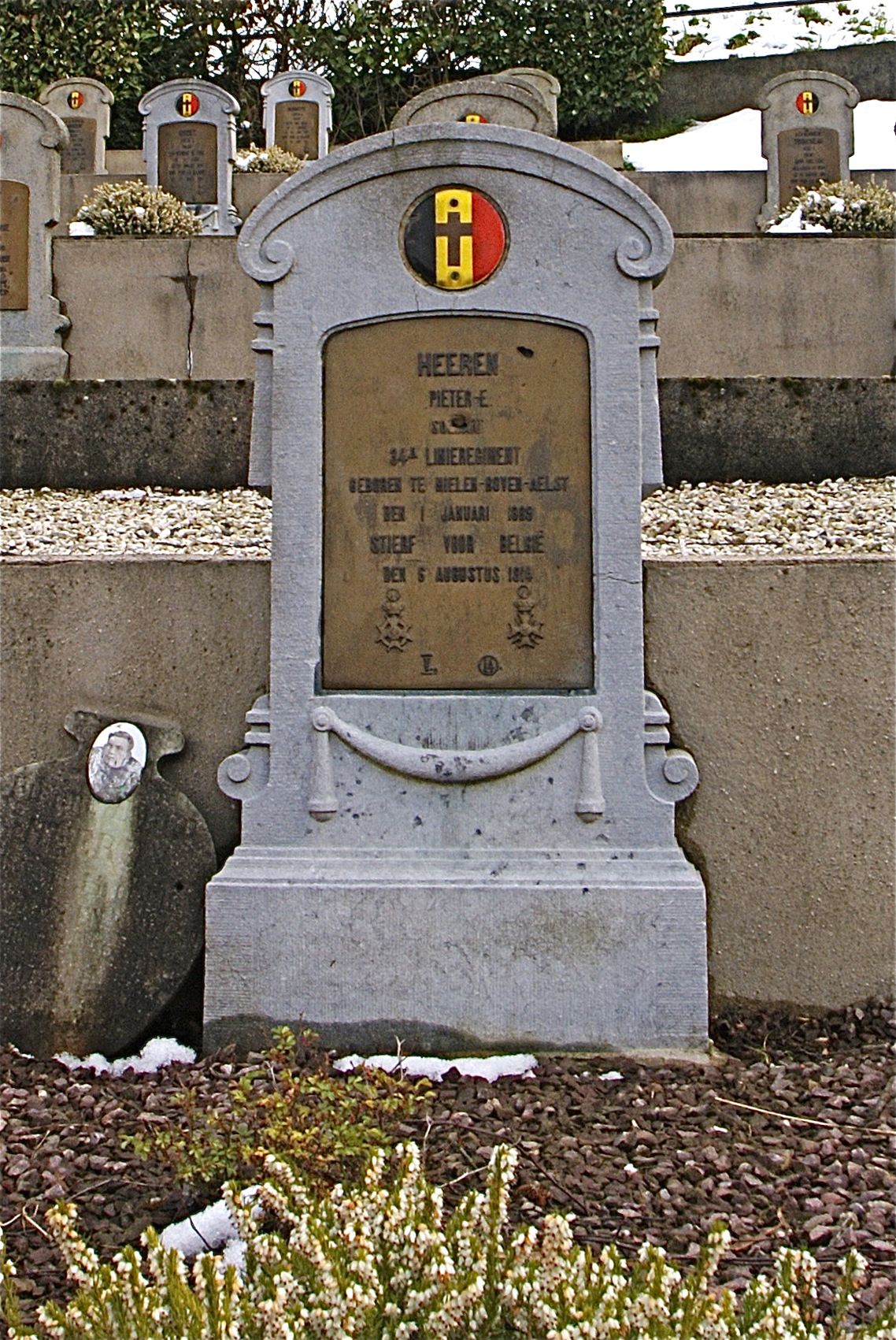
Detall del sepulcre del soldat Pieter Heeren
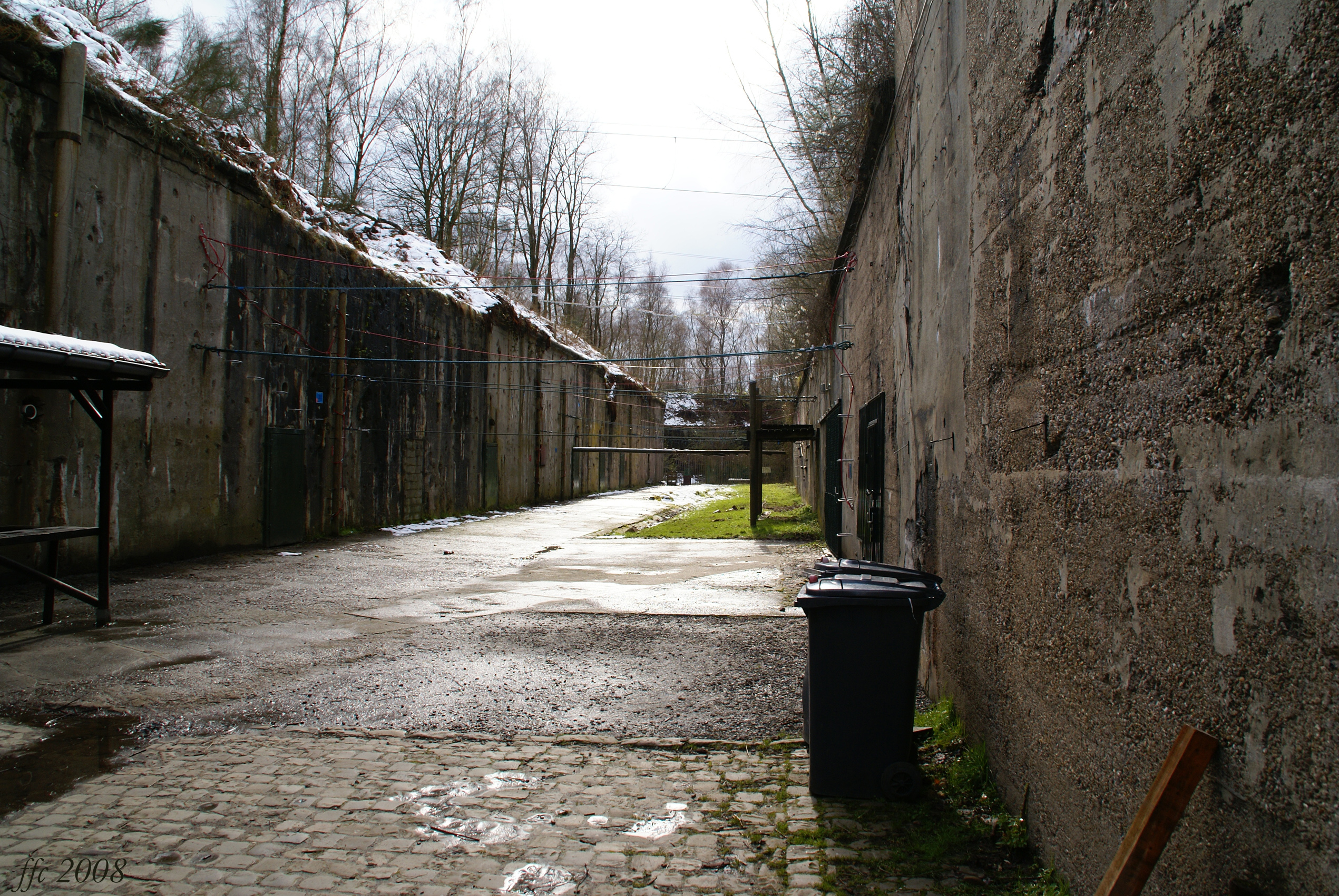
Interior del fort